# 芳園書室

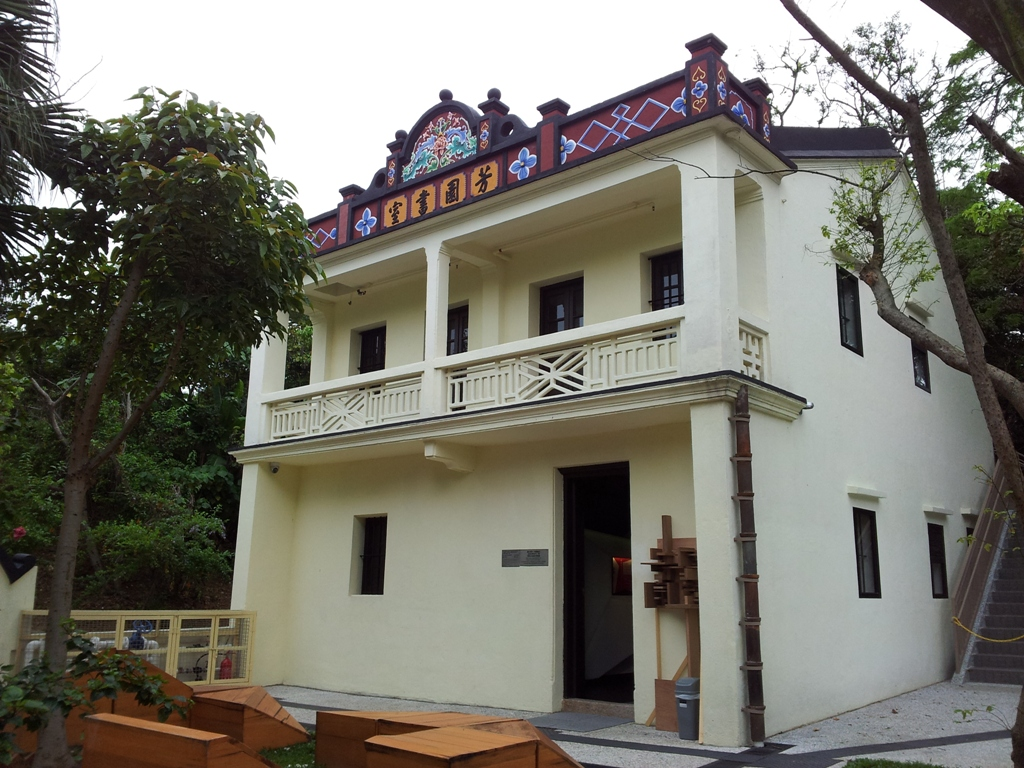
芳園書室

芳園書室（英語：Fong Yuen Study Hall）是位於香港新界荃灣區馬灣田寮村的學校，於1920年代建成，至2003年停辦，在2010年被評級為香港三級歷史建築。圓玄學院社會服務部活化的芳園書室旅遊及教育中心暨馬灣水陸居民博物館在2013年3月開幕，但因位置偏遠難以吸引人流下，到2017年停止營運，由政府接管。在重新招標後，書室預計2025年活化成香港基督少年軍「創學芳園」。

## 校政管理（馬灣公立芳園學校）
歷任校監
- 陳培德 先生[2]

歷任校長
- 張國賢先生
- 黎鳳貞 女士[2]

## 建築
芳園書室樓高兩層，樓面面積約140平方米，是糅合了中國及西方建築風格的長方形建築物。書室前面有一座小花園，旁邊有間據說是昔日校舍職員的廚房。前庭與花園為矮磚圍牆所包圍，入口有一道與書室建築風格相同的拱門。二樓設有露台。

## 歷史

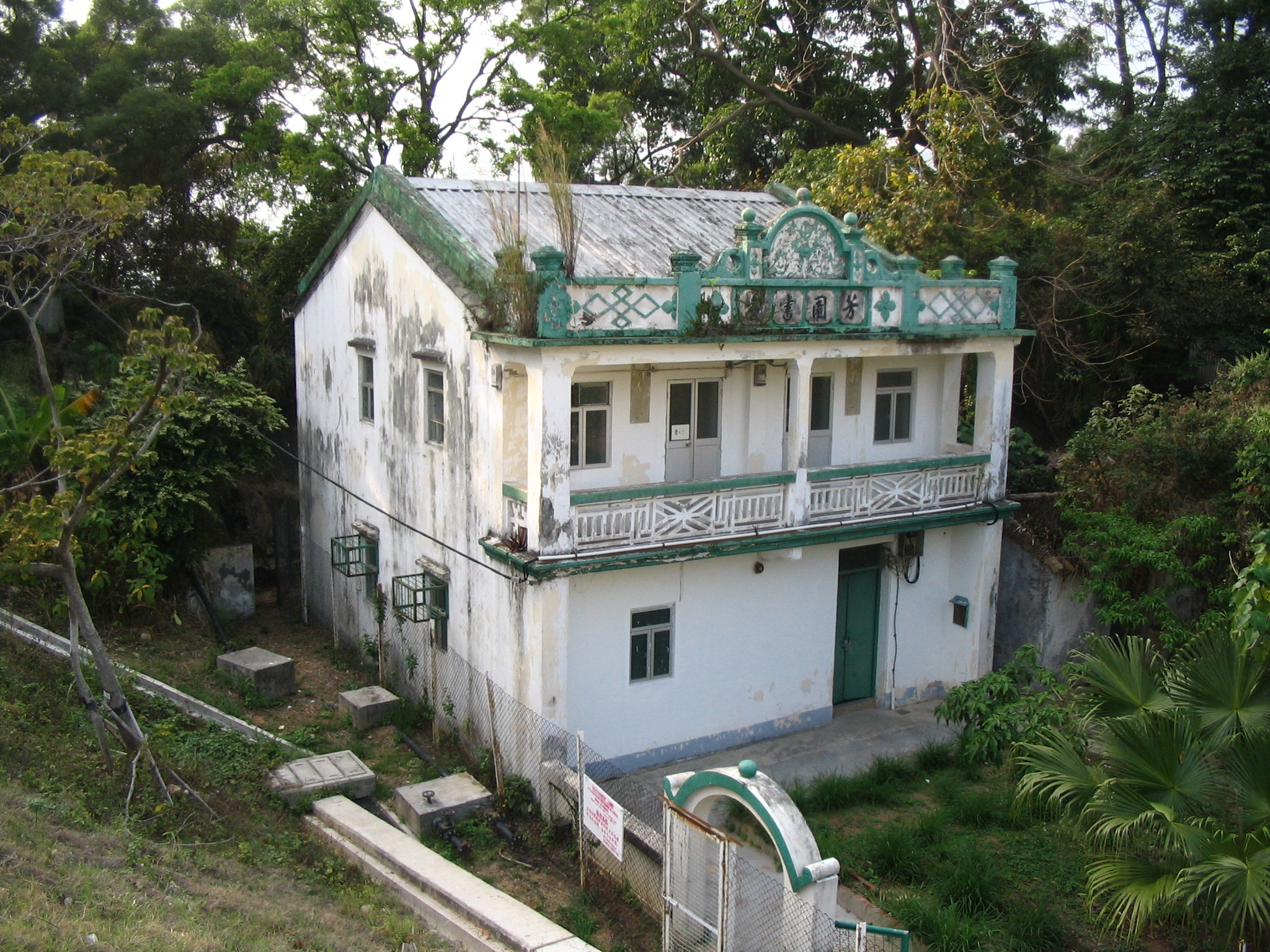
活化前的芳園書室

因為昔日馬灣的陸路交通不便，學生難於前往島外上學，該書室是當時馬灣唯一及不可缺少的學校，當時有學生從陰澳乘坐小艇前來上學。
為了應付在馬灣不斷增加的學生人數，於1956年，位於芳園書室西面興建了一座鄉村學校──馬灣公立芳園學校；舊校別稱大芳園，新校別稱小芳園。
時任行政長官透過《2007至2008年度香港行政長官施政報告》宣佈，計劃撥款10億港元以活化7幢香港歷史建築，當中包括芳園書室。
2009年年初，圓玄學院社會服務部申請租用芳園書室，耗資逾8百萬港元將其活化成為旅遊及中國文化中心暨馬灣水陸居民博物館。到2017年1月1日因人流稀少而停止營運，由政府接管。
2018年，「活化歷史建築伙伴計劃第5期」雖然收到2份標書，但保育歷史建築諮詢委員會認為其中一份資料不足夠，另一份活化成漢服客棧的建議不符合自負盈虧的原則，結果流標。2022年，第6期評審結果公佈由香港基督少年軍活化為「創學芳園」創科學習中心。營運機構稱除延續原有的「卜卜齋」功能外，亦會加入 STEM 創科元素於歷史、文化及生態環境等活動中。

## 館藏
馬灣水陸居民博物館展示了馬灣的歷史，包括漁船模型及天后誕花炮等等，並且設有互動遊戲，包括讓公眾重溫昔日的上課情況。旅遊及教育中心設有馬灣導賞團，由馬灣漁民擔任導賞員，介紹馬灣歷史。

## 收費
- 開幕後首月免費
- 開幕後次月開始收費，每人10港元[8]

## 資料來源
1. ↑  . 東方日報. 2017-01-06  [2018-07-05]. （原始内容存档于2018-07-05）.
2. 1 2  家庭與學校合作事宜委員會. . 2000  [2023-01-15]. 原始内容存档于2001-06-21.
3. ↑  . 香港歷史文物- 保育．活化網站. 2008-07-11  [2011-12-14]. （原始内容存档于2017-09-22）.
4. ↑  . 香港歷史文物- 保育．活化網站. 2008-02-17  [2011-12-14]. （原始内容存档于2018-07-05）.
5. ↑  黃靜薇、張嘉敏. . 香港01. 2018-07-05  [2018-07-05]. （原始内容存档于2021-01-16）.
6. ↑  . 政府新聞處. 2022-06-14  [2022-06-17]. （原始内容存档于2022-06-16）.
7. ↑  . 商業電台. 2022-06-15  [2022-06-17]. （原始内容存档于2022-06-16）.
8. ↑  芳園書室活化 向「孔子」行禮 （页面存档备份，存于） 《東方日報》 2013年4月19日

## 外部連結
- 芳園書室 （页面存档备份，存于）
- 香港築跡 第19集 - 主教山、馬灣及荃灣 （页面存档备份，存于）